# Nephochaetopteryx limpidipennis
Nephochaetopteryx limpidipennis är en tvåvingeart som beskrevs av Guilherme A.M.Lopes 1976. Nephochaetopteryx limpidipennis ingår i släktet Nephochaetopteryx och familjen köttflugor. Inga underarter finns listade i Catalogue of Life.